# NHL 15
《NHL 15》是一款由艺电加拿大制作、EA Sports发行的体育类游戏。本游戏最初于2014年9月在Windows等平台发行。本游戏是《NHL 14》的续作。
游戏主要是模拟冰球比赛。
本游戏收到混合的评价。